# التهاب الرئة الخلالي التوسفي
التهاب الرئة الخلالي التوسفي (بالإنجليزية: Desquamative interstitial pneumonia)‏ هو أحد أشكال التهاب الرئة الخلالي مجهول السبب ويتميز بمستوى مرتفع من الخلايا الأكولة الكبيرة.
عادة ما يكون المصابون به من المدخنين. وقد يكون مثيل بريدنيزولون فعالا في علاجه.